# Бертез
Бертез (фр. Berthez) насеље је и општина у југозападној Француској у региону Аквитанија, у департману Жиронда која припада префектури Лангон.
По подацима из 2011. године у општини је живело 227 становника, а густина насељености је износила 37,65 становника/km². Општина се простире на површини од 6,03 km². Налази се на средњој надморској висини од 107 метара (максималној 115 m, а минималној 29 m).

## Демографија
| 1962. | 1968. | 1975. | 1982. | 1990. | 1999. | 2011. |
| ----- | ----- | ----- | ----- | ----- | ----- | ----- |
| 120   | 152   | 119   | 102   | 142   | 166   | 227   |

График промене броја становника у току последњих година